# Plaine des Maures
De Plaine des Maures is een laagvlakte in het departement Var in het zuiden van Frankrijk, tussen het gebergte van de Maures in het zuiden en de kalkmassieven van de Provence in het noorden. De vlakte is ongeveer 20 km lang langs de oostwest-as, 10 km breed en heeft een oppervlakte van ongeveer 17.000 ha. Ze helt licht af naar het noorden, het laagste punt ligt op ongeveer 100 m.
De vlakte wordt begrensd door Le Cannet-des-Maures in het noorden, Gonfaron in het zuidwesten en La Garde-Freinet in het zuidoosten.
De vlakte is interessant omwille van zijn compacte siliciumbodem, die weinig doordringbaar is. Het water stroomt daardoor oppervlakkig af en vormt in het natte seizoen, van september tot juni, een netwerk van tijdelijke riviertjes en poeltjes die samenstromen in het riviertje de Aille, een bijrivier van de Argens. Door het afstromende oppervlaktewater verweert het onderliggende moedergesteente, rode zandsteen, schalie en siltsteen uit het Perm, tot zand en klei.
In de strijd tegen bosbranden zijn in de vlakte kunstmatige stuwmeertjes aangelegd, waarvan het Lac des Escarcets met een oppervlakte van 14 ha het grootste is.
De economische activiteiten zijn beperkt tot verschillende kleinschalige en enkele grootschalige wijngaarden.
Een deel van de vlakte (2.500 ha) is sinds 2009 beschermd als natuurreservaat (Réserve Naturelle Nationale de
la Plaine des Maures). De voornaamste bedreigingen, buiten bosbranden, zijn de toenemende recreatiedruk en urbanisatie, de intensieve wijnbouw, de geplande aanleg van een hogesnelheidslijn door het gebied, van een groot golfterrein en van een containerpark.

## Biotopen, flora en fauna

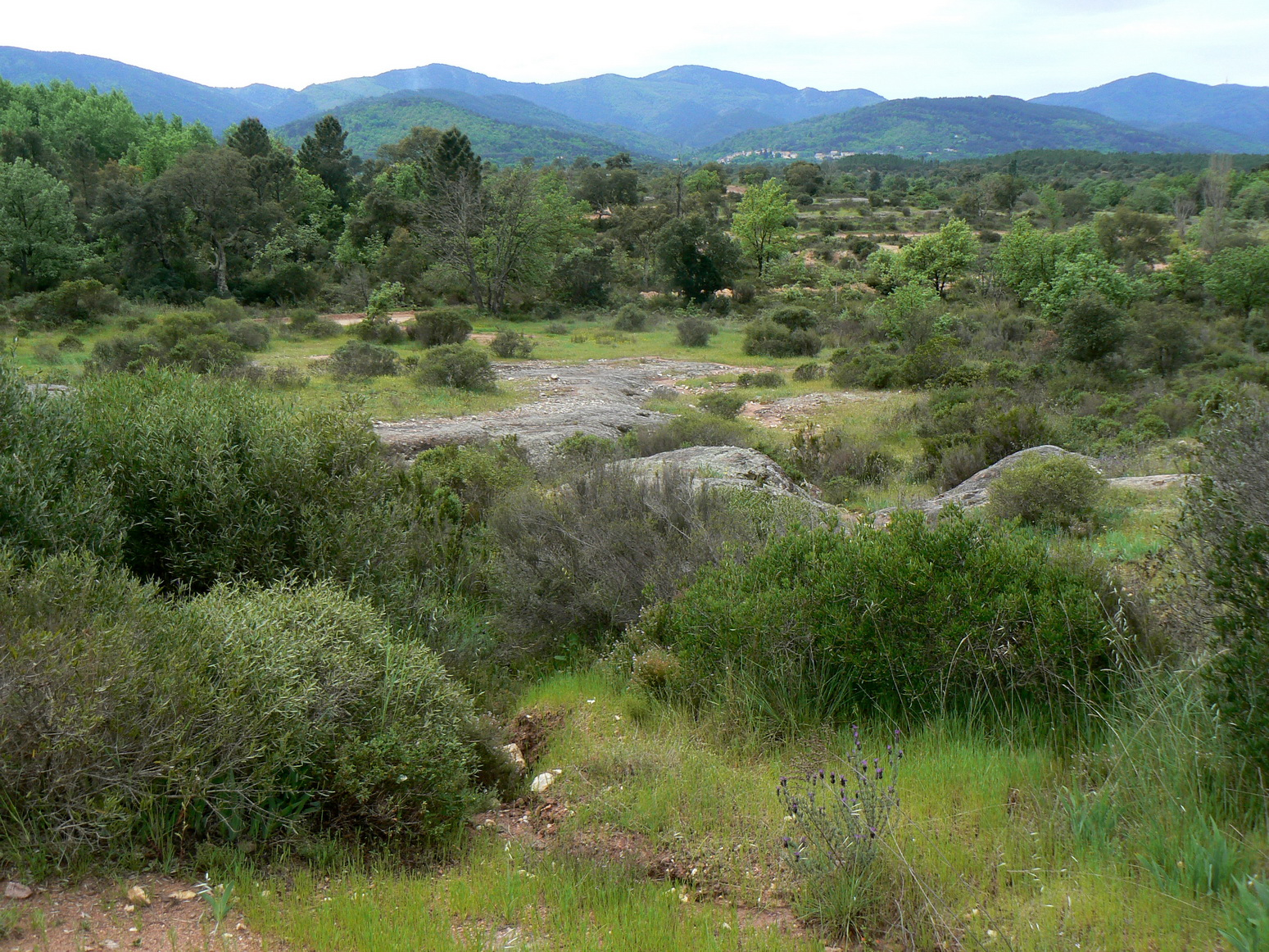
Garrigue in de Plaine des Maures

Het reservaat is belangrijk om zijn diversiteit aan biotopen en de daarmee samenhangende grote natuurlijke soortenrijkdom. In volgorde van oppervlakte is meer dan een derde deel van de vlakte bedekt met maquis, garrigue en heide, daarna volgen groenblijvende loofbossen (steeneik, kurkeik) en naaldbossen, droge en (tijdelijk) vochtige graslanden, rotsvegetaties en water. Het milieu van de tijdelijke waterlopen is beperkt in oppervlakte, maar zeer zeldzaam in Frankrijk en met een zeer specifieke flora.
De flora telt 55 beschermde planten, waarvan een tiental Rode lijst-soorten. De meeste daarvan zijn te vinden in het biotoop van de tijdelijke waterlopen, zoals de biesvaren Isoetes duriei en de azorenaddertong (Ophioglossum azoricum). In de maquis en de garrigue vinden we karakteristieke mediterraanse flora, met tientallen soorten orchideeën waaronder verschillende tongorchissen (Serapias) en spiegelorchissen (Ophrys), de boomhei (Erica arborea), en talrijke wolfsmelkachtigen (Euphorbia).
Onder de aanwezige broedvogels zijn verschillende insecteneters, zoals scharrelaar, grauwe klauwier, roodkopklauwier, klapekster en kleine klapekster. Wespendief, slangenarend en steenarend uit het nabije Massif des Maures gebruiken de vlakte als jachtterrein. In de maquis en de garrigue worden de nachtzwaluw, boomleeuwerik, Provençaalse grasmus en ortolaan aangetroffen.
Wat reptielen betreft is de aanwezigheid van zowel de zeer bedreigde Griekse landschildpad (Testudo hermanni) en de Europese moerasschildpad (Emys orbicularis) op te merken.

## Lac des Escarcets

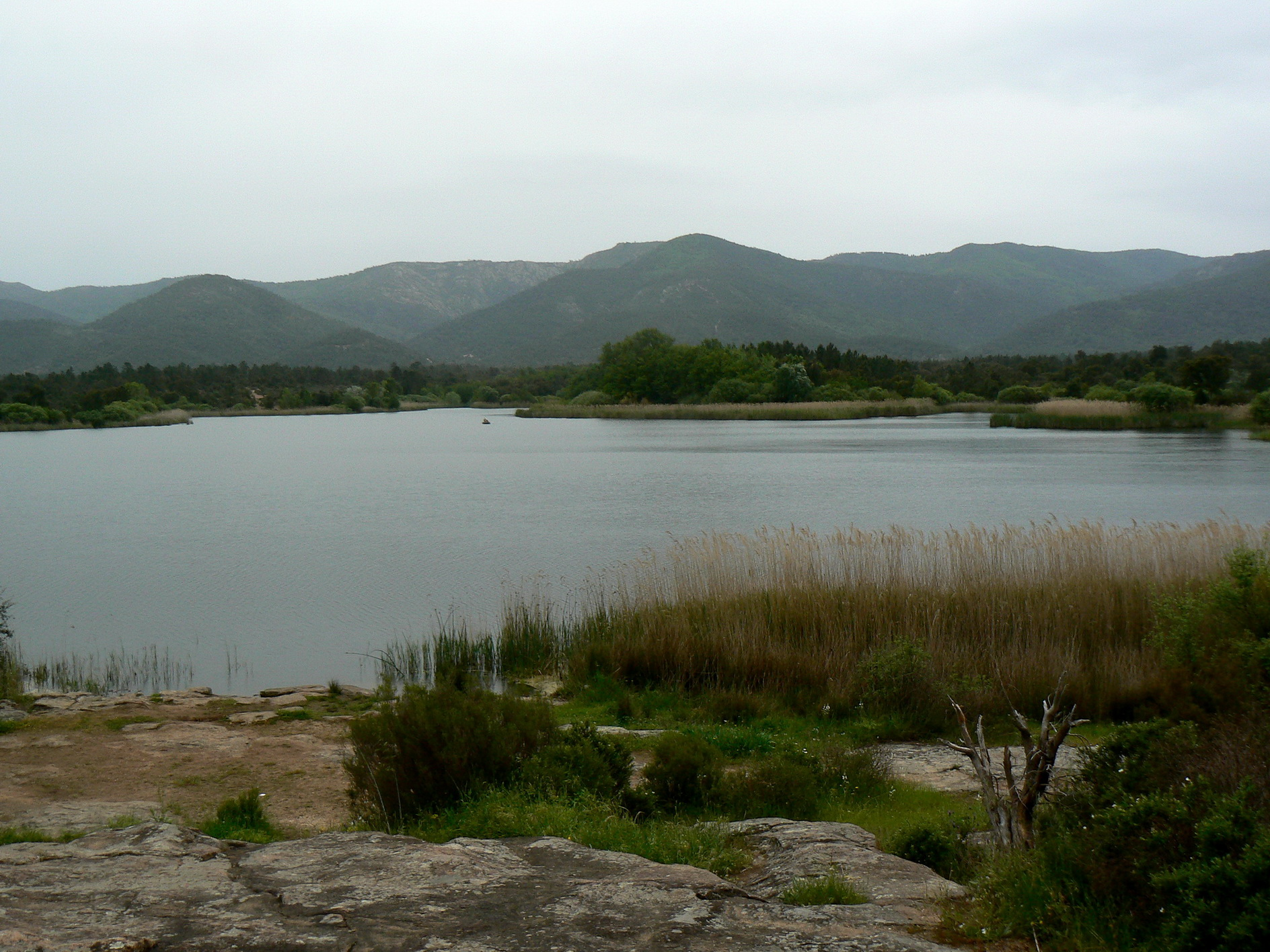
Het Lac des Escarcets, in de achtergrond het Massif des Maures

Het Lac des Escarcets is een stuwmeertje van ongeveer 14 ha midden in de vlakte, aangelegd in 1969 als waterreservoir voor het bestrijden van bosbranden. Het wordt gevoed door twee kleine riviertjes die hun bron hebben in het Massif des Maures, en watert af in een derde riviertje dat uiteindelijk in de Aille terechtkomt. Het water is slechts enkele meters diep en wordt bijna overal omzoomd door een rietkraag.
Het meertje bevat het hele jaar door water en is daarmee een belangrijk broed- en foerageergebied voor heel wat watervogels, zoals het woudaapje, de grote karekiet en de ijsvogel.

## Fotogalerij

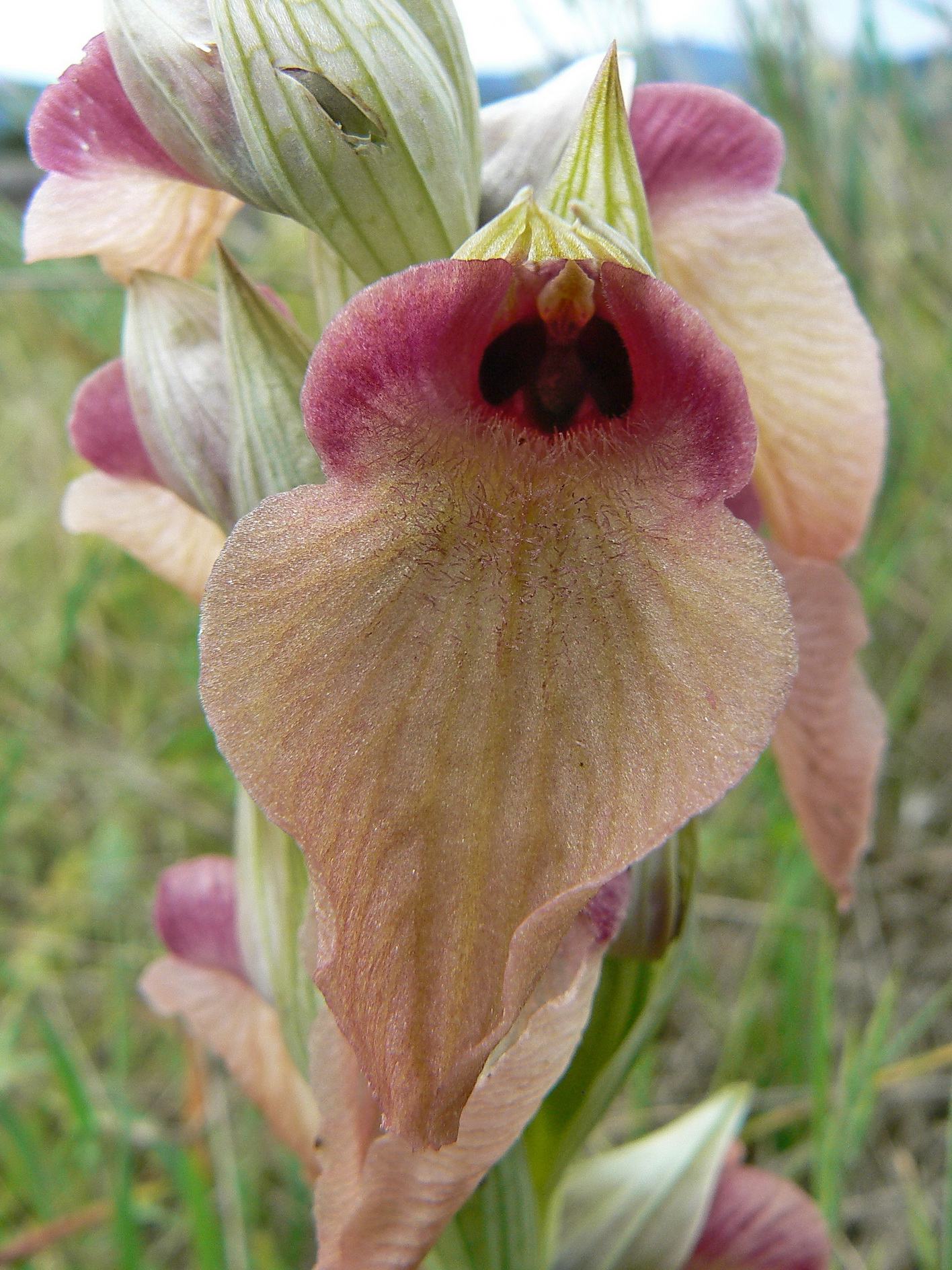
Vergeten tongorchis (Serapias neglecta), Plaine des Maures
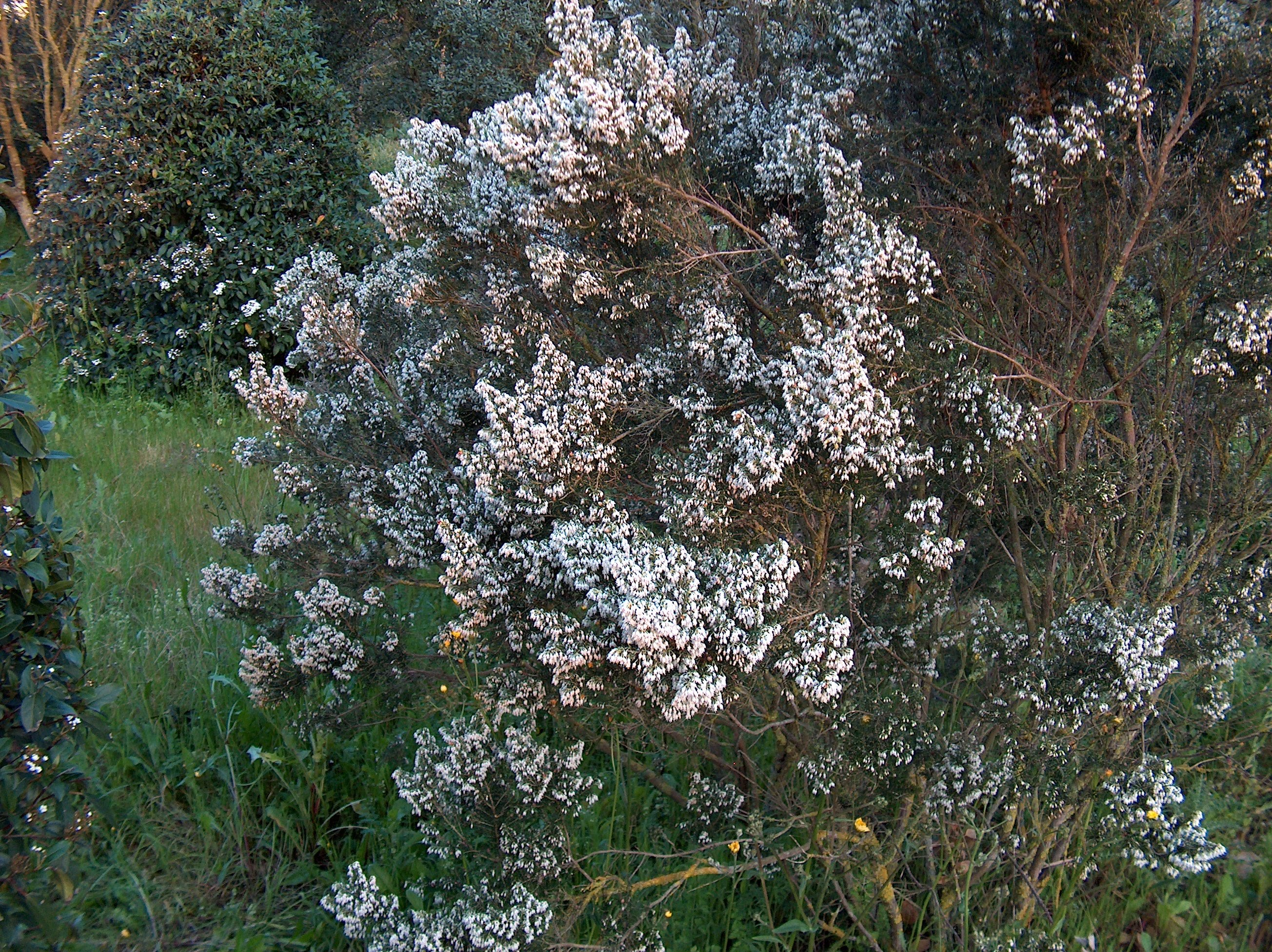
Boomhei (Erica arborea)
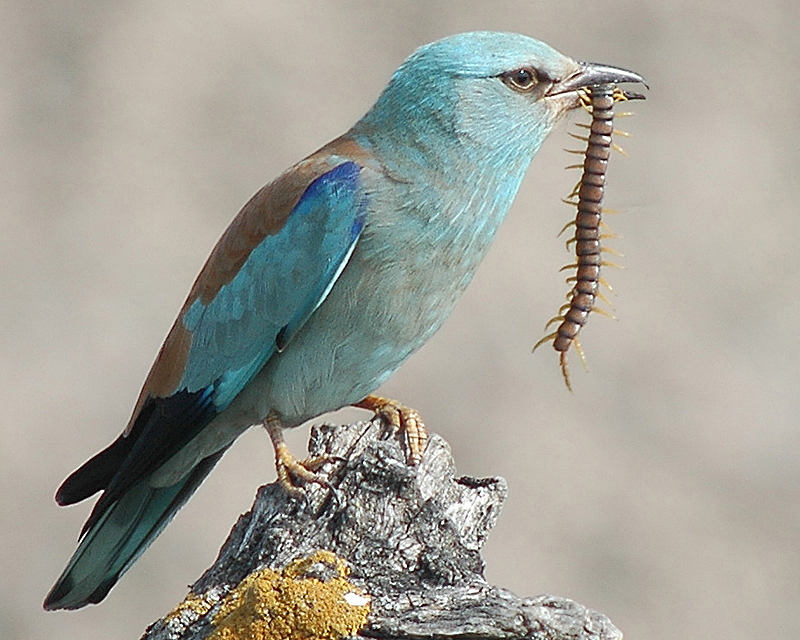
Scharrelaar (Coracias garrulus)
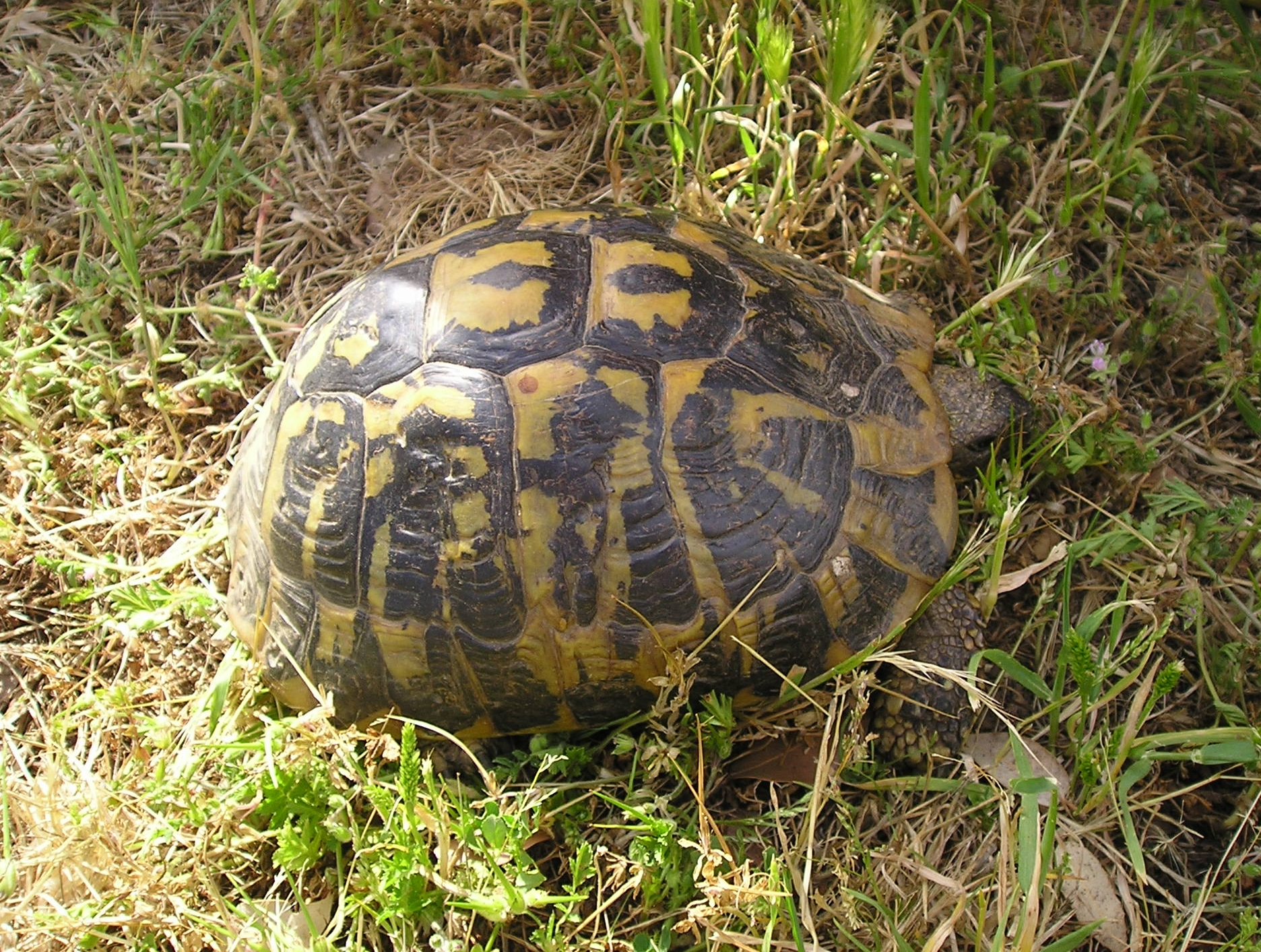
Griekse landschildpad (Testudo hermanni)